# Crucible Theatre

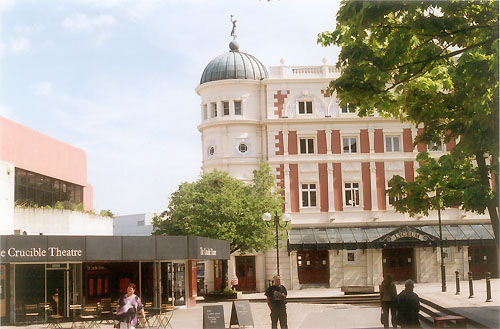
Crucible Theatre (vänster) och Lyceum Theatre (höger).

The Crucible Theatre är en arena i centrala Sheffield, England med plats för 980 åskådare. Den är mest känd för VM i snooker som spelas där varje år sedan 1977, även om det funnits planer på att flytta turneringen på grund av de få åskådarplatserna. År 2017 var det 40-årsjubileum för snooker-vm i The Crucible, och då skrevs det även på ett kontrakt att hålla snooker-vm där i minst 10 år till.
Arenan är känd för sin scen som är omgiven av läktare på tre av sina fyra sidor. När det inte spelas snooker i arenan så spelas där oftast vanlig teater, men där har även arrangerats tävlingar i bland annat bordtennis och squash.